# Aceleração da gravidade
A aceleração da gravidade é a intensidade do campo gravitacional em um determinado ponto. Geralmente, o ponto é perto da superfície de um corpo massivo. Um exemplo é a aceleração da gravidade na Terra ao nível do mar e à latitude de 45° possui o valor aproximado de 9,80665 m/s².
A aceleração na Terra varia pouco, devido principalmente a diferentes altitudes, variações na latitude e distribuição de massas do planeta.
Para fins didáticos, é dito que a aceleração da gravidade é a aceleração sentida por um corpo em queda livre.
Primeiramente porque a rotação da Terra impõe uma aceleração adicional no corpo oposta à aceleração da gravidade. O corpo atraído gravitacionalmente sente uma força centrífuga atuando para cima, reduzindo seu peso. Este efeito atinge valores que variam de 9,789 m/s² no equador, até 9,823 nos polos.
A segunda razão é a forma não totalmente esférica da Terra, também causada pela força centrífuga. Essa forma faz com que o raio da Terra no equador seja ligeiramente maior que nos pólos. Como a atração gravitacional entre dois corpos varia inversamente ao quadrado da distância entre eles, objetos no equador experimentam uma força gravitacional mais fraca do que os mesmos objetos nos polos.
O resultado da combinação dos dois efeitos é que g é 0,052 m/s² maior, então a força da gravidade sobre um objecto é 0,5% maior nos pólos do que no equador.
Se o local estiver ao nível do mar podemos estimar g por
{\displaystyle g_{\phi }=9,780327\left(1+0,0053024\sin ^{2}\phi -0,0000058\sin ^{2}2\phi \right)}
em que
{\displaystyle g_{\phi }} = aceleração em m/s² à latitude {\displaystyle \phi }
A primeira correção refere-se a hipótese em que o ar é desprezável, considerando a altura em relação ao nível do mar, assim:
{\displaystyle g_{\phi }=9,780318\left(1+0,0053024\sin ^{2}\phi -0,0000058\sin ^{2}2\phi \right)-3,086\times 10^{-6}h}
onde
h = altura em metros, comparada ao nível do mar.

## Aceleração da gravidade na superfície da Terra
Segundo Galileu Galilei (1564–1642) se deixarmos cair objetos de pesos diferentes do alto de uma torre, eles irão cair com a mesma velocidade. Isto é, cairão com a mesma aceleração, que é uma medida da variação da velocidade em relação ao tempo que passa.

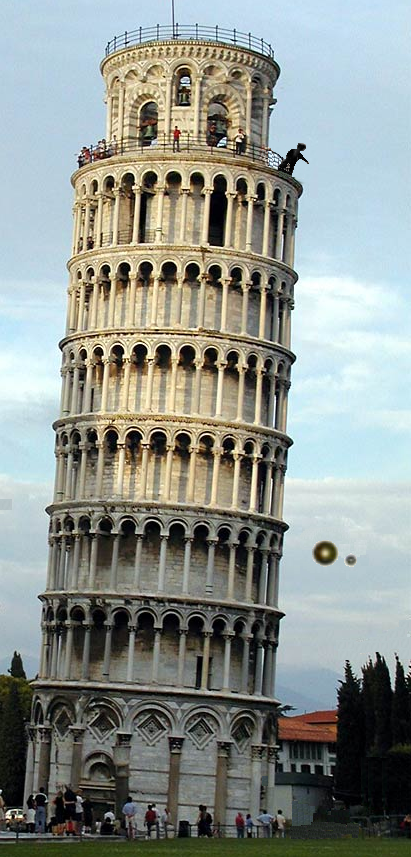
Experiência de queda livre (não há indícios sobre a sua realização)

Existe ao redor da terra uma região conhecida como campo gravitacional, que atrai os corpos para o centro da Terra, essa atração ocorre por influência de uma força conhecida como, força gravitacional.
Todos os corpos sofrem influência desta força, segundo Newton o peso dos corpos estão sempre no sentido do centro da Terra. Quando o campo gravitacional age sobre os corpos faz com que eles sofram variação em sua velocidade, adquirindo aceleração da gravidade.
A trajetória de um corpo em queda livre (exceto nos polos) não é uma reta que aponta para o centro da Terra, uma vez que a aceleração da gravidade não é a resultante, há também a aceleração de Coriolis, a qual "empurra" o corpo para leste ou oeste, dependendo da posição de queda sobre a Terra.
Todos os corpos que estão na superfície terrestre sofrem influência da força peso, direcionando para o centro da Terra.

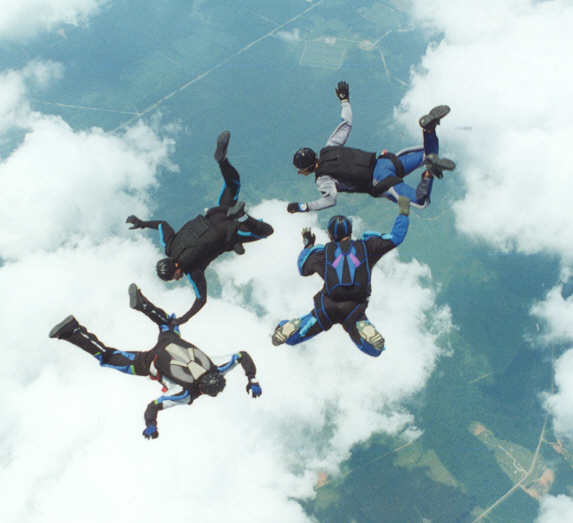
Corpos em queda livres atraídos pela força gravitacional da Terra

Está força é representada pela equação:
{\displaystyle {\vec {P}}=m\cdot {\vec {g}}}
onde:
- P = peso do corpo
- m = massa do corpo
- g = aceleração da gravidade

Temos que considerar também a Teoria de Newton que diz que a força de atração gravitacional que existe entre a Terra e o corpo é dada pela equação:
{\displaystyle F={\frac {GmM}{R^{2}}}}
onde:
- F = força gravitacional entre dois objetos
- m = massa do primeiro objeto
- M = massa do segundo objeto
- R = distância entre os centros de massa dos objetos
- G = constante universal da gravitação

A equação dada abaixo é capaz de calcular a aceleração da gravidade na superfície de qualquer astro (estrelas, planetas, satélites, etc).
{\displaystyle A={\frac {GM}{r^{2}}}}
onde:
- A = aceleração da gravidade
- M = massa do astro
- r = distância do centro do astro
- G = constante universal da gravitação

## Aceleração da gravidade para corpos externos à Terra ou a outro planeta
Para calcularmos a aceleração da gravidade de corpos que estão no entorno de planetas, como a nossa Lua, por exemplo, utilizamos a seguinte equação matemática:
{\displaystyle g={\frac {GM}{(R+h)^{2}}}}
onde:
- g = aceleração da gravidade

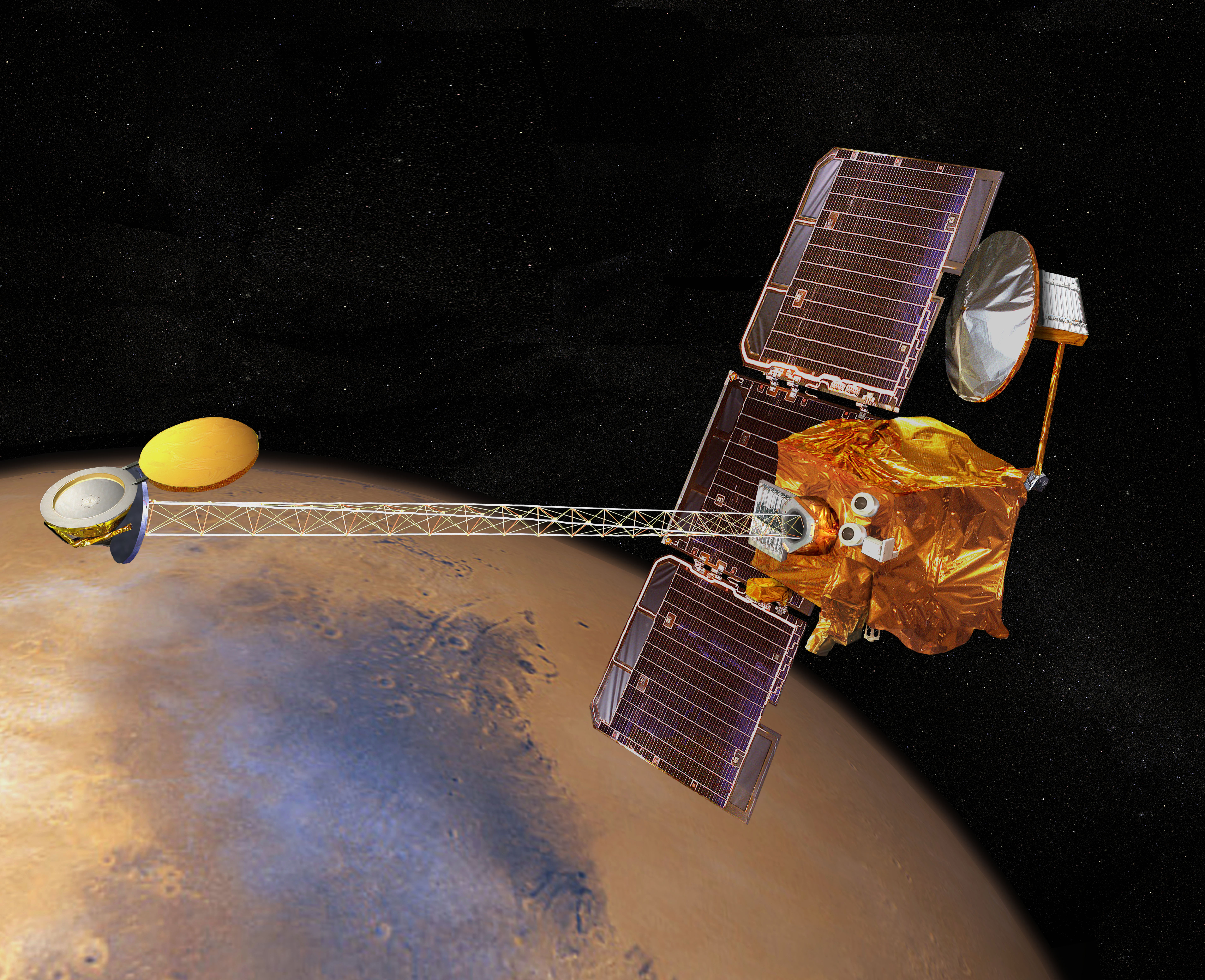
Satélite em torno do planeta Marte, o Mariner 9, atraído pela força gravitacional do planeta

- M = massa do planeta de origem do campo gravitacional
- h = altura entre o objeto e a superfície do planeta
- R = raio da Terra ou do planeta em questão
- G = constante universal da gravitação

## Dedução matemática
Esta aceleração pode ser obtida matematicamente pela Lei da Gravitação Universal e pela Segunda Lei de Newton. Pela Lei da Gravitação Universal, a força gravitacional é proporcional ao produto das massas e inversamente proporcional ao quadrado da distância. Já pela Segunda Lei de Newton, quando a aceleração é constante, a força é igual ao produto da massa pela aceleração. Nas proximidades da Terra, ou de qualquer outro planeta, a distância é desprezável comparada com a massa do planeta, tornando assim, a aceleração aproximadamente constante.